# بازگشت به خانه (فیلم ۱۹۷۳)
«بازگشت به خانه» (انگلیسی: The Homecoming) فیلمی در ژانر درام به کارگردانی پیتر هال است که در سال ۱۹۷۳ منتشر شد. این فیلم بر اساس نمایشنامه‌ای به همین نام اثر هارولد پینتر ساخته شده است.

## بازیگران
- پال راجرز
- ایان هولم
- سیریل کوساک
- مایکل جیستن
- ویوین مرچنت